# Gordon Smith (voetballer, 1991)
Gordon Smith (Edinburgh, 14 februari 1991) is een Schots voetballer die sinds 2013 voor de Schotse tweedeklasser Raith Rovers uitkomt als aanvaller. Voorheen speelde hij voor Livingston FC, Heart of Midlothian FC en op huurbasis voor Stirling Albion FC en Hamilton Academical FC.
Smith debuteerde voor Heart of Midlothian FC op 27 augustus 2009 in de thuiswedstrijd tegen Dinamo Zagreb. De wedstrijd werd met 2–0 gewonnen. Op 10 augustus 2013 maakte hij voor Raith Rovers zijn debuut. Zijn voormalige werkgever Hamilton Academical FC was de tegenstander in het met 0–1 verloren competitieduel. Smith vertegenwoordigde Schotland op twee jeugdniveaus.